# Funeral
Funeral (engl. für „Begräbnis“) ist das Debütalbum der kanadischen Rockband Arcade Fire. Es wurde am 14. September 2004 in Nordamerika und am 14. März 2005 in Deutschland veröffentlicht.

## Hintergrund
Der Titel des Albums („Begräbnis“) wurde nach den Aufnahmen aufgrund des Todes mehrerer Familienangehöriger der Bandmitglieder innerhalb kurzer Zeit gegeben. Die Musik wurde aber hierdurch nicht beeinflusst, gleichwohl ist Familie das zentrale Thema, welches sich durch das gesamte Album zieht.
Aufgenommen wurde das Album in dem Studio Hotel 2 Tango und der Wohnung der Bandmitglieder Win Butler und Régine Chassagne in Montreal in einer Woche im August 2003 und im Winter 2004.
Als Tontechniker halfen bei den Aufnahmen Mark Lawson und Thierry Amar aus, das Mastering übernahm Ryan Morey. Das Albumcover wurde von Tracy Maurice gestaltet, Fotos und Design stammen von Hilary Treadwell.

## Titelliste
Alle Songs wurden von Arcade Fire geschrieben, mit Hilfe von Josh Deu bei Neighborhood #1 (Tunnels) und Neighborhood #3 (Power Out).
Seite 1
1. Neighborhood #1 (Tunnels) – 4:48
2. Neighborhood #2 (Laïka) – 3:32
3. Une année sans lumière – 3:40
4. Neighborhood #3 (Power Out) – 5:12
5. Neighborhood #4 (7 Kettles) – 4:49
Seite 2
6. Crown of Love – 4:42
7. Wake Up – 5:35
8. Haïti – 4:07
9. Rebellion (Lies) – 5:10
10. In the Backseat – 6:20

## Besetzung
Arcade Fire:
- Win Butler – Gesang, Gitarre, Zwölfsaitige Gitarre, Piano, Synthesizer, Bass
- Régine Chassagne – Gesang, Schlagzeug, Synthesizer, Piano, Akkordeon, Xylophon, Flöte, Perkussion
- Richard Reed Parry – Gitarre, Orgel, Piano, Akkordeon, Xylophon, Perkussion, Kontrabass
- Tim Kingsbury – Bass, Gitarre
- Howard Bilerman – Schlagzeug, Gitarre
- William Butler – Bass, Xylophon, Synthesizer, Perkussion

Studiomusiker:
- Sarah Neufeld – Violine
- Owen Pallett – Violine
- Michael Olsen – Violoncello
- Pietro Amato – Horn
- Anita Fust – Harfe
- Sophie Trudeau – Violine bei Wake Up
- Jessica Moss – Violine bei Wake Up
- Gen Heistek – Bratsche bei Wake Up
- Arlen Thompson – Schlagzeug bei Wake Up

## Rezeption
Das Album wurde überschwänglich aufgenommen und fand auch Jahre später noch in vielen Bestenlisten Beachtung. 
Die Zeitschrift Rolling Stone wählte Funeral 2012 auf Platz 151 und 2020 auf Platz 500 der 500 besten Alben aller Zeiten. Es belegt zudem Platz 6 der 100 besten Alben der 2000er Jahre.
In der Aufstellung der 500 besten Alben aller Zeiten des New Musical Express erreichte Funeral Platz 13. Das Magazin wählte es zudem auf Platz 7 der 100 besten Alben des Jahrzehnts.
Pitchfork führt Funeral auf Platz 2 der 200 besten Alben der 2000er Jahre.
Spin wählte es auf Platz 85 der 300 besten Alben aus dem Zeitraum 1985 bis 2014.
Funeral wurde in die 1001 Albums You Must Hear Before You Die aufgenommen.
Der Metascore des Albums beträgt 90 von 100 möglichen Punkten.
Das Album wurde von Kritikern und Hörern weltweit gleichermaßen gelobt und wurde 2006 für einen Grammy in der Kategorie Best Alternative Music Album nominiert.

## Jahreslisten
- 1. Platz/2. Platz – Spex Poll 2005, Lange (Kritiker/Leser)
- 6. Platz/3. Platz – Intro Lieblings Alben 2005 (Kritiker/Leser)
- 9. Platz/7. Platz – Musikexpress Poll 2005, Album des Jahres (Kritiker/Leser)
- 9. Platz/13. Platz – Visions Die Alben des Jahres 2005 (Kritiker/Leser)